# Selecció de bàsquet d'Israel

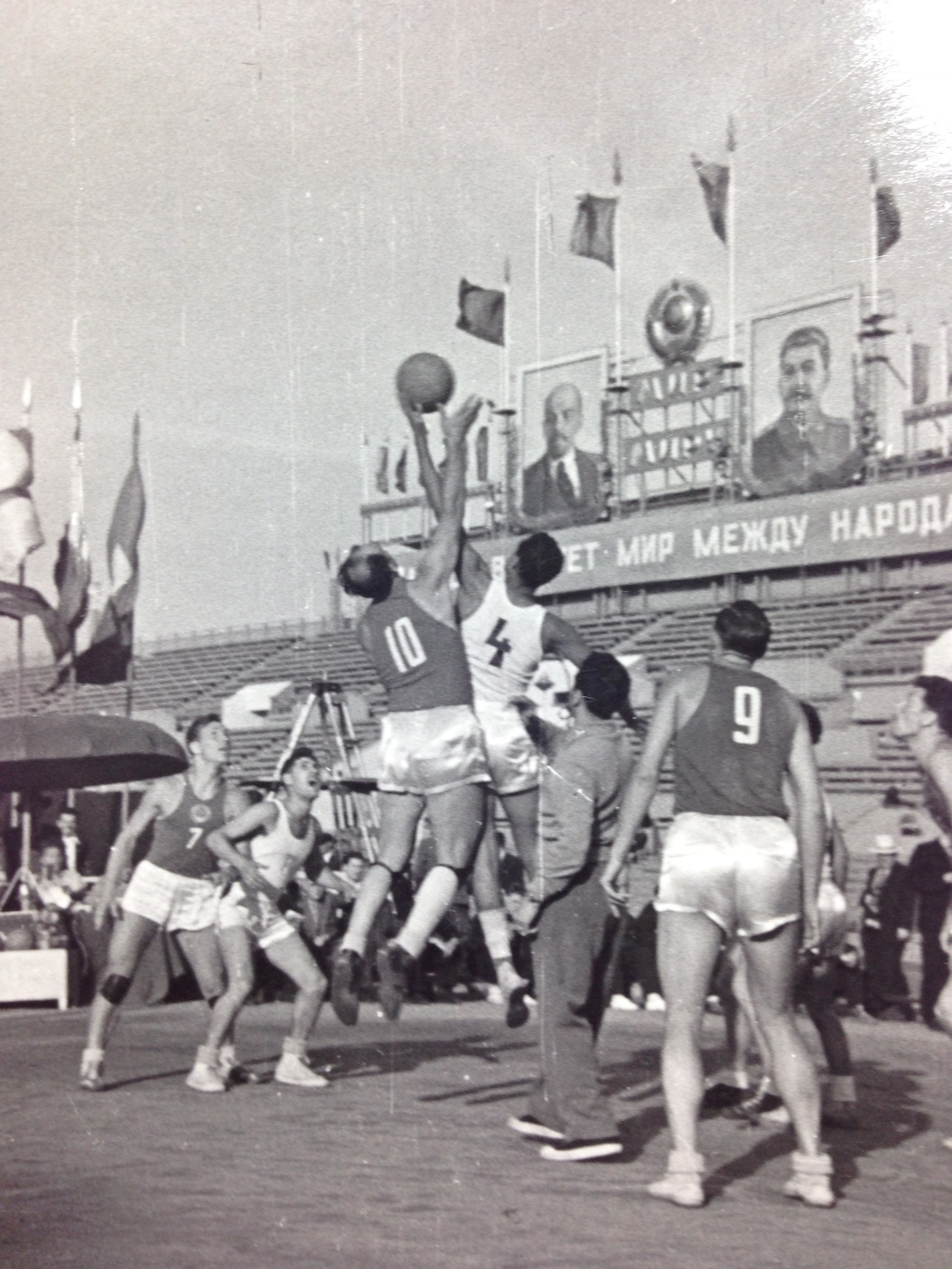
Copa Europea, Moscou 1953, Zacharia Ofri (#4, Israel) llençant la pilota.

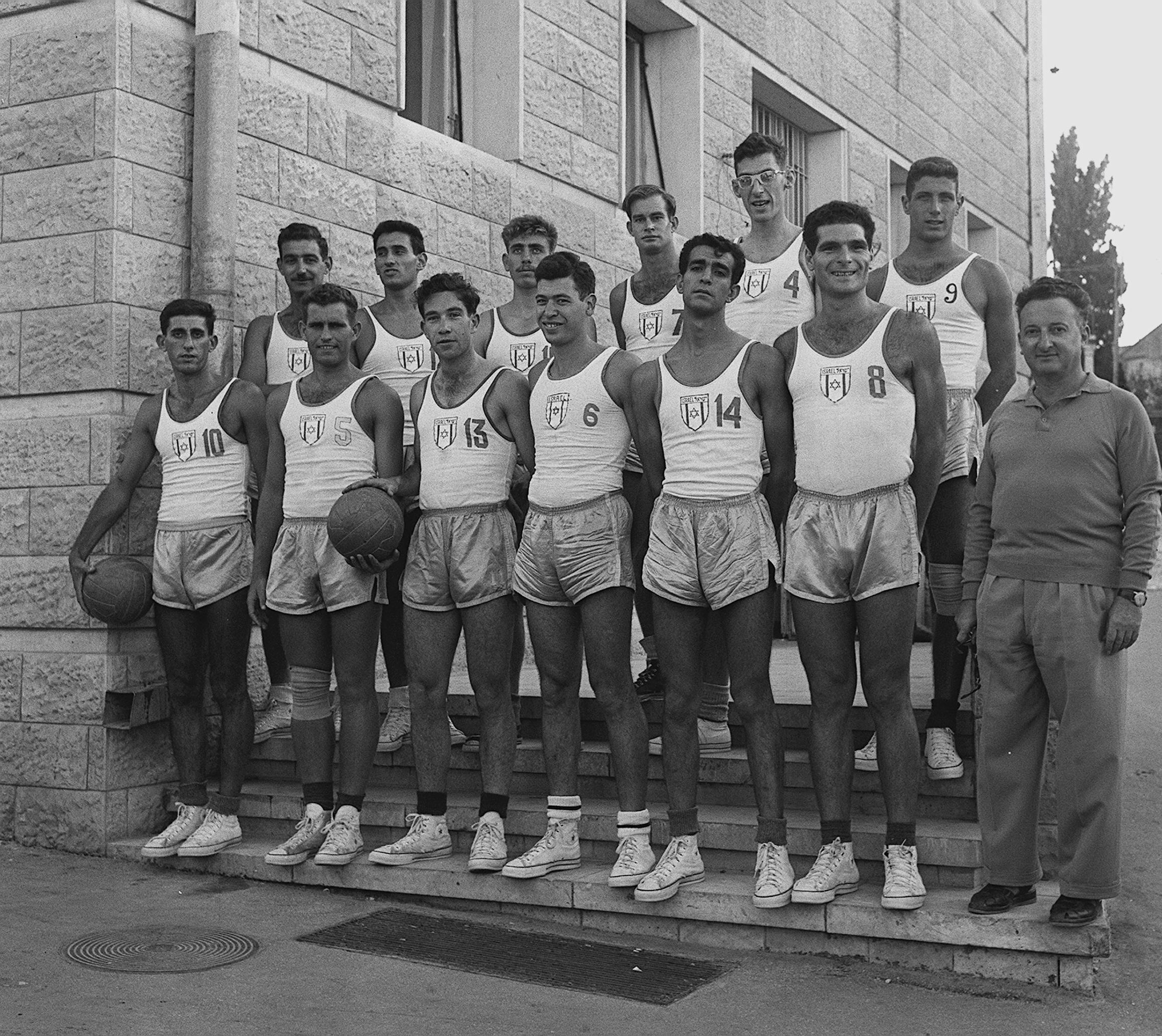
Equip d'Israel, 1960

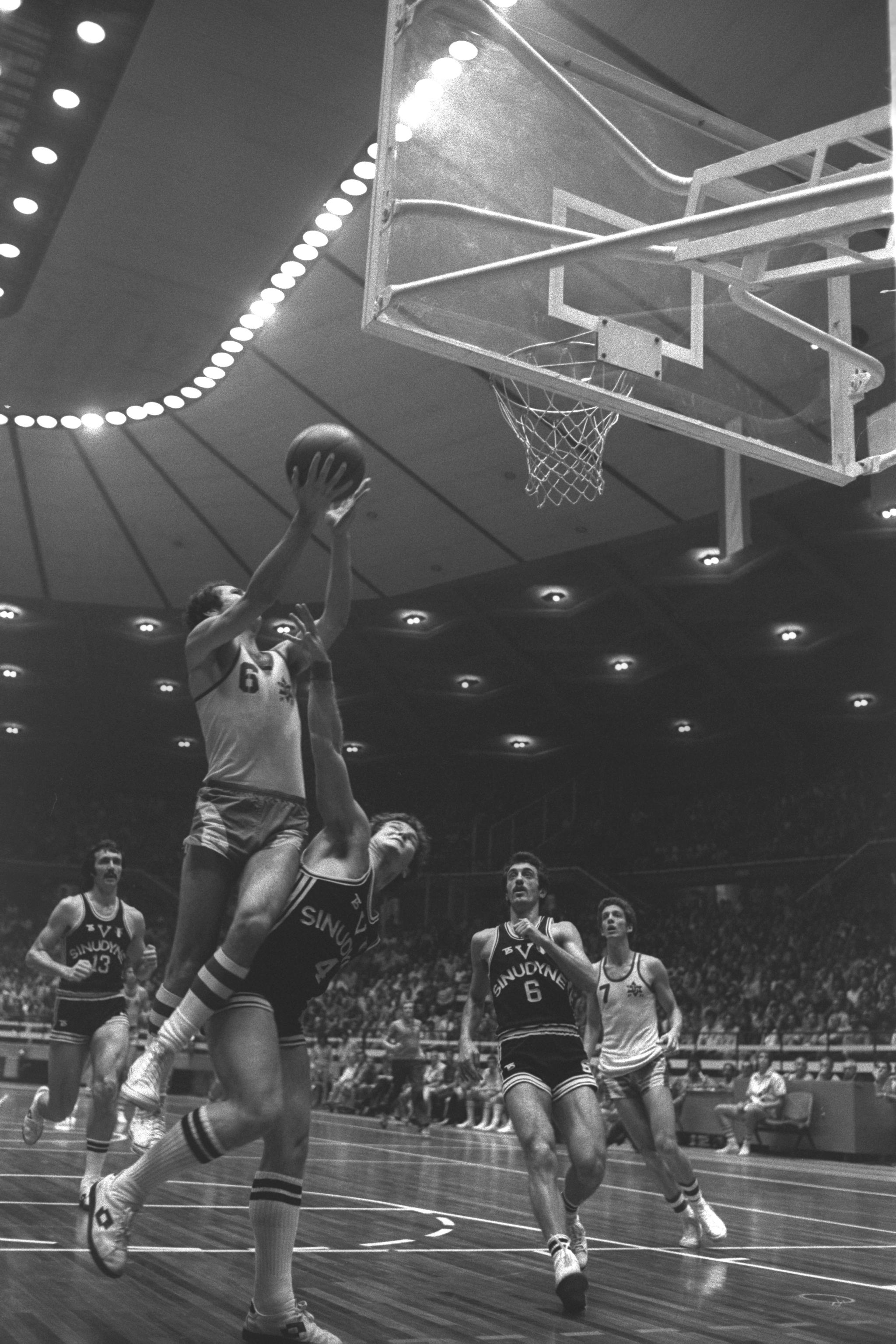
Tal Brody anota una cistella.

La Selecció de bàsquet d'Israel és l'equip format per jugadors de nacionalitat israeliana que representa la Federació Israeliana de Bàsquet en les competicions internacionals organitzades per la Federació Internacional de Bàsquet (FIBA) o el Comitè Olímpic Internacional (COI).
La primera competició internacional de la selecció d'Israel fou als Jocs Olímpics de 1952, però va perdre els dos partits disputats contra Filipines i Grècia.
Un any més tard debutà en un Campionat d'Europa, on finalitzà en cinquena posició, essent eliminat per la Unió Soviètica. L'any 1954 debutà en un Mundial. Assolí la classificació per la ronda final, però acabà en la vuitena posició final. Israel would end their inaugural appearance at the tournament in 8th place. La millor actuació de l'equip en una competició internacional arribà l'any 1979 al campionat d'Europa. Israel acabà en segona posició, guanyant la medalla d'argent.

## Classificacions

### Jocs Olímpics
- 1952 - 17

### Campionats mundials
- 1954 - 8
- 1986 - 7

### Campionats europeus
- 1953 - 5
- 1959 - 11
- 1961 - 11
- 1963 - 9
- 1965 - 6
- 1967 - 8
- 1969 - 11
- 1971 - 11
- 1973 - 7
- 1975 - 7
- 1977 - 5
- 1979 -  2
- 1981 - 6
- 1983 - 6
- 1985 - 9
- 1987 - 11
- 1993 - 15
- 1995 - 9
- 1997 - 9
- 1999 - 9
- 2001 - 10
- 2003 - 7
- 2005 - 9
- 2007 - 9
- 2009 - 13
- 2011 - 13
- 2013 - 21
- 2015 - 9
- 2017 - 21
- 2022 - 17

### Jocs Asiàtics
- 1966 -  1
- 1970 -  2
- 1974 -  1

## Jugadors destacats
Fonts:
- Miki Berkovich
- Doron Jamchi
- Omri Casspi
- Doron Sheffer
- Lior Eliyahu
- Nadav Henefeld
- Yotam Halperin
- Oded Kattash
- Tal Burstein
- Yogev Ohayon
- Deni Avdija
- Meir Tapiro
- Motti Daniel
- Barry Leibowitz
- Motti Aroesti
- Tal Brody